# Molossops aequatorianus
Molossops aequatorianus là một loài động vật có vú trong họ Dơi thò đuôi, bộ Dơi. Loài này được Cabrera mô tả năm 1917.